# Ballerup Super Arena
O Ballerup Super Arena é um estádio de usos múltiplos, em Ballerup, Dinamarca. Tem uma capacidade para concertos de 7.500 espectadores. É propriedade da municipalidad de Ballerup e gerido por EventForce A / S. A arena é também um lugar para muitos eventos de empresas, conferências, eventos de team building, feiras, eventos desportivos e ciclismo. O estádio foi inaugurado em 2001. Em 2003, o teto derrubou-se, como resultado de um erro de cálculo no desenho e o novo teto foi reforçada com cabos.
Alberga o único velódromo com teto da Dinamarca e é de uso frequente para as carreiras de seis dias e os eventos de pista dos clássicos da copa de ciclismo mundial da UCI

### Eventos
Ele abriga um dos dois velódromos indoor da Dinamarca e é frequentemente usado para corridas de seis dias e eventos clássicos da Copa do Mundo de Ciclismo de Pista da UCI. Foi a sede do Campeonato Mundial de Ciclismo de Pista da UCI em 2002 e 2010. A pista de ciclismo é uma pista de madeira de 250 metros (820 pés).
Em 2009 sediou o Campeonato Mundial de Taekwondo.
A arena sediou o Dansk Melodi Grand Prix 2011 em 26 de fevereiro, a primeira vez que Copenhague sediou a competição desde 2002.
Também sediou o Campeonato Mundial BWF de 2014..